# Cyclocosmia torreya
Cyclocosmia torreya là một loài nhện trong họ Ctenizidae.
Loài này thuộc chi Cyclocosmia. Cyclocosmia torreya được miêu tả năm 1975 bởi Willis J. Gertsch & Norman I. Platnick.
Cyclocosmia torreya komt voor in Florida. De soort staat op de rode lijst van de IUCN als onzeker.